# إدوارد هيرمان
إدوارد هيرمان (بالإنجليزية: Edward Herrmann)‏ (و. 1943 – 2014 م) هو ممثل، وممثل أفلام، وممثل مسرحي، وممثل صوت، وممثل تلفزيوني من الولايات المتحدة الأمريكية . ولد في واشنطن العاصمة .

## التعليم
تعلم في London Academy of Music and Dramatic Art

## جوائز وترشيحات
حصل على جوائز منها:
- Primetime Emmy Award for Outstanding Guest Actor in a Drama Series، عن عمل:The Practice (1999)
- Tony Award for Best Featured Actor in a Play (1976).

ترشح لـ:
- Tony Award for Best Actor in a Play (1983).

## روابط خارجية
- إدوارد هيرمان على موقع IMDb (الإنجليزية)
- إدوارد هيرمان على موقع روتن توميتوز (الإنجليزية)
- إدوارد هيرمان على موقع ألو سيني (الفرنسية)
- إدوارد هيرمان على موقع ميوزك برينز (الإنجليزية)
- إدوارد هيرمان على موقع أول موفي (الإنجليزية)
- إدوارد هيرمان على موقع قاعدة بيانات برودواي على الإنترنت (الإنجليزية)
- إدوارد هيرمان على موقع قاعدة بيانات الأفلام السويدية (السويدية)
- إدوارد هيرمان على موقع إن إن دي بي (الإنجليزية)
- إدوارد هيرمان على موقع ديسكوغز (الإنجليزية)
- إدوارد هيرمان على موقع قاعدة بيانات الفيلم (الإنجليزية)